# Schoenoplectus uzenensis
Schoenoplectus uzenensis là loài thực vật có hoa trong họ Cói. Loài này được (Ohwi ex T.Koyama) Hayas. & H.Ohashi mô tả khoa học đầu tiên năm 2000.